# 819 linii
819 linii – francuski system emisji sygnału telewizyjnego o wysokiej rozdzielczości.
Został wprowadzony w grudniu 1949 i wycofany ok. 1984. Dla tego systemu powstał oryginalnie system SECAM. W systemie tym kanały nachodziły na siebie, fonia na kanałach parzystych znajdowała się poniżej wizji, na kanałach nieparzystych – powyżej. Stosowany również w Belgii i Monako.